# Волков, Василий Леонтьевич
Василий Леонтьевич Волков (укр. Василь Леонтійович Волков; 1889, пос. Вознесенский Завод, Нижегородская губерния — 14 апреля 1939, Москва, РСФСР) — советский государственный и партийный деятель, председатель исполнительного комитета Пензенской губернской совета, председатель Бердянского уездного революционного комитета. Член Комиссии партийного контроля при ЦК ВКП(б) в 1934—1938 годах.

## Биография
Родился в семье разнорабочего. В 1903 году окончил земскую школу в поселке Вознесенский Завод. Являлся членом РСДРП с сентября 1909 года.
- ноябрь 1903 — февраль 1905: работа в цеховой конторе, ученик в инструментальной мастерской;
- февраль 1905 — сентябрь 1907: помощник машиниста железоделательного и железопрокатного завода Брянского акционерного общества в городе Екатеринославе;
- сентябрь 1907 — май 1909: слесарь Вознесенского металлургического завода Темниковского уезда Нижегородской губернии;
- май 1909 — август 1911: слесарь машиностроительного завода Ельгота в городе Екатеринославе;
- август 1911 — июль 1912: рабочий Петровского чугунолитейного завода Русско-Бельгийского металлургического общества в поселке Енакиево Бахмутского уезда;
- июль 1912 — июль 1914: рабочий Азово—Черноморского чугунолитейного и механического завода в городе Бердянске;
- июль 1914 — январь 1916 : рабочий-строгальщик машиностроительного завода Семенова, рабочий машиностроительных заводов «Людвиг Нобель» и «Айваз» в Петрограде;
- С января по апрель 1916 находился в тюрьме города Петрограда за революционную деятельность.
- май — ноябрь 1916: рабочий немецкой колонии в селе Валдгейм Бердянского уезда Таврической губернии;
- декабрь 1916 — январь 1917: рабочий чугунолитейного и механического завода Заферман в городе Мелитополе;
- январь — октябрь 1917: безработный;
- октябрь 1917 — апрель 1918: заместитель председателя исполнительного комитета Бердянского уездного совета;
- C октября 1918 по январь 1919 председатель Исполнительного комитета Пензенского губернского Совета.
- март — июль 1919: председатель Бердянского уездного революционного комитета в Александровской губернии
- июнь — сентябрь 1919: старший инспектор Народного комиссариата социалистической советской инспекции Украинской ССР в Киеве;
- сентябрь 1919 — март 1920: военный комиссар 17—го сводного госпиталя РККА в Москве и на Южном фронте;
- март — декабрь 1920: заведующий отделом здравоохранения Бердянского уезда;
- декабрь 1920 — июне 1921: председатель Бердянского уездного революционного комитета Александровской губернии, член Бердянского уездного комитета КП (б) У;
- июне 1921 — январь 1922: член Запорожского губернского комитета КП(б)У, председатель исполнительного комитета Бердянского уездного совета и Бердянского уездного совета народного хозяйства, председатель комиссии по «чисткам» в партии в Мелитопольском уезде;
- январь 1922 — декабрь 1924: директор Крымского государственного топливного общества в Симферополе;
- декабрь 1924 — октябрь 1925: слушатель курсов марксизма-ленинизма в Москве;
- ноябрь 1925 — февраль 1927: ответственный секретарь партийной коллегии Крымской областной контрольной комиссии ВКП(б) — рабоче-крестьянской инспекции в городе Симферополе;
- февраль 1927 — декабрь 1928: заместитель заведующего организационного отдела Северо-Кавказского краевого комитета ВКП(б);
- декабрь 1928 — декабрь 1929: ответственный секретарь районного комитета КП(б) Азербайджана в Нахичеванской АССР;
- январь — ноябрь 1930 — ответственный секретарь Армавирского окружного комитета ВКП(б);
- ноябрь 1930 — октябрь 1931: член правления Колхозцентр СССР в городе Москве;
- октябрь 1931 — февраль 1934: ответственный секретарь партийной коллегии и заведующий организационным отделом Московской областной контрольной комиссии ВКП(б);
- 26 января—10 февраля 1934 года делегат XVII съезда ВКП(б) с совещательным голосом[1]. 10 февраля 1934 года избран членом  Комиссии партийного контроля при ЦК ВКП(б), был секретарь Партийной коллегии Комиссии партийного контроля при ЦК ВКП(б) по Московской области[2].
- 10 февраля 1934 по сентябрь 1937: секретарь партийной коллегии Комиссии партийного контроля при ЦК ВКП(б) по Московской области;
- 1937 — октябрь 1938: директор фабрики звукозаписи в городе Москве.

1 октября 1938 года арестован органами НКВД. Осуждённый Военной коллегией Верховного суда СССР, 13 апреля 1939 года приговорён к смертной казни, расстрелян на следующий день. Похоронен на полигоне «Коммунарка» у Москвы.
2 июля 1955 года реабилитирован, 3 сентября 1955 года посмертно восстановлен в партии.